# Holothrix nyasae
Holothrix nyasae är en orkidéart som beskrevs av Robert Allen Rolfe. Holothrix nyasae ingår i släktet Holothrix och familjen orkidéer. Inga underarter finns listade i Catalogue of Life.